# Akademika Graftio
Akademika Graftio är ett berg i Antarktis. Det ligger i Västantarktis. Argentina, Chile och Storbritannien gör anspråk på området. Toppen på Akademika Graftio är 1 335 meter över havet.
Terrängen runt Akademika Graftio är kuperad österut, men västerut är den platt. Trakten är obefolkad. Det finns inga samhällen i närheten.